# Maurizio Nalin
Maurizio Nalin (Porto Tolle, 1º ottobre 1956) è un ex atleta paralimpico italiano.

## Biografia
Maurizio Nalin è nato in provincia di Rovigo, ma sin da giovane si è trasferito a Novara per lavoro. Paraplegico, ha scoperto lo sport per disabili relativamente tardi e, grazie all'ASHA Novara, ha intrapreso la sua preparazione, debuttando in campo internazionale alle Paralimpiadi di Barcellona 1992, a quasi trentasei anni.
Gareggiando in quattro specialità (getto del peso, lancio del disco, giavellotto e pentathlon, nel 1992 ha raggiunto tutte le finali, concludendo con una medaglia di bronzo; nel 1996, ad Atlanta, ha replicato le finali, conquistando però tre medaglie, tra le quali l'oro nel pentathlon. La carriera di Nalin è proseguita con la partecipazione ad altre due Paralimpiadi (Sydney e Atene) e in alcuni Mondiali paralimpici. Pur avendo raggiunto raramente il podio, ha sempre conquistato piazzamenti nelle finali di più discipline.
Soprannominato Albatros a causa dell'eccezionale apertura delle braccia, Nalin ha ricevuto molti riconoscimenti e nel 2017 ha pubblicato, in collaborazione con Ivan Borserini e Samuel Patellaro, la sua autobiografia, Maurizio l'albatros. Nella sua città ha collaborato con l'INAIL e il Comitato paralimpico ed è stato referente per uno sportello atto ad inviare allo sport i disabili da lavoro.

## Palmarès
| Anno | Manifestazione       | Sede       | Evento                      | Risultato | Prestazione | Note  |
| ---- | -------------------- | ---------- | --------------------------- | --------- | ----------- | ----- |
| 1992 | Giochi paralimpici   | Barcellona | Getto del peso THW7         | 5º        | 9,13 m      |       |
| 1992 | Giochi paralimpici   | Barcellona | Lancio del disco THW7       | Bronzo    | 32,60 m     |       |
| 1992 | Giochi paralimpici   | Barcellona | Lancio del giavellotto THW7 | 8º        | 29,70 m     |       |
| 1992 | Giochi paralimpici   | Barcellona | Pentathlon PW3-4            | 4º        | 4 295 p.    |       |
| 1994 | Mondiali paralimpici | Berlino    | Getto del peso F56          | Argento   | 11,18 m     |       |
| 1994 | Mondiali paralimpici | Berlino    | Lancio del disco F56        | Bronzo    | 38,74 m     |       |
| 1994 | Mondiali paralimpici | Berlino    | Pentathlon P56              | Oro       | 4 864 p.    | [ 4 ] |
| 1996 | Giochi paralimpici   | Atlanta    | Getto del peso F56          | Bronzo    | 12,05 m     |       |
| 1996 | Giochi paralimpici   | Atlanta    | Lancio del disco F56        | Argento   | 40,70 m     |       |
| 1996 | Giochi paralimpici   | Atlanta    | Lancio del giavellotto F56  | 4º        | 29,12 m     |       |
| 1996 | Giochi paralimpici   | Atlanta    | Pentathlon P53-57           | Oro       | 5 130 p     |       |
| 1998 | Mondiali paralimpici | Birmingham | Getto del peso F57          | Argento   | 11,35 m     |       |
| 1998 | Mondiali paralimpici | Birmingham | Lancio del disco F57        | 5º        | 37,43 m     |       |
| 1998 | Mondiali paralimpici | Birmingham | Lancio del giavellotto F57  | 5º        | 28,71 m     |       |
| 2000 | Giochi paralimpici   | Sydney     | Getto del peso F57          | Argento   | 12,16 m     |       |
| 2000 | Giochi paralimpici   | Sydney     | Lancio del disco F57        | 7º        | 39,40 m     |       |
| 2000 | Giochi paralimpici   | Sydney     | Pentathlon F58              | 4º        | 4 827 p.    |       |
| 2002 | Mondiali paralimpici | Lilla      | Getto del peso F57          | 6º        | 12,10 m     |       |
| 2002 | Mondiali paralimpici | Lilla      | Lancio del disco F57        | 11º       | 37,64 m     |       |
| 2002 | Mondiali paralimpici | Lilla      | Lancio del giavellotto F57  | 8º        | 29,94 m     |       |
| 2004 | Giochi paralimpici   | Atene      | Getto del peso F57          | 5º        | 11,95 m     |       |
| 2004 | Giochi paralimpici   | Atene      | Lancio del giavellotto F57  | 7º        | 29,30 m     |       |
| 2005 | Europei paralimpici  | Espoo      | Getto del peso F57          | Bronzo    | 11,96 m     |       |
| 2006 | Mondiali paralimpici | Assen      | Getto del peso F57          | 7º        | 11,78 m     |       |
| 2006 | Mondiali paralimpici | Assen      | Lancio del giavellotto F57  | 6º        | 27,91 m     |       |

## Altre competizioni internazionali
1992
- Argento alla Maratona di New York ( New York), M36 - 2h15'11"[5]

## Onorificenze
- Medaglia d'oro al Valore atletico 1994; medaglia d'argento al Valore atletico 1992 e 1995;[7]
- 2014 - Leone d'argento conferito dal CONI regionale veneto.[8]